# شعب النعامة

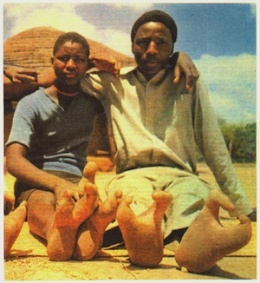

شعب النعامة أو الفادوما “Vadoma “، هي قبيلة تعيش في شمال زيمبابوي، وخاصة في المناطق Urungwe وSipolilo على وادي نهر زمبيزي. ولديهم اتصالات قليلة مع غالبية البانتو.
وهناك أقلية كبيرة من هذه القبيلة لديهم حالة وراثية نادرة تعرف باسم انعدام الأصابع حيث تغيب الثلاث أصابع التي في منتصف القدم والأصبعين الخارجين منحنية للداخل، مما أدى إلى تسمية هذه القبليه قبيلة باسم ” ذو الأصبعين ” أو ” أقدام النعامة ” . تعتبر هذه الحالة ورائية جسمية ناتجة عن طفرة في الكروموسوم 7 . تظهر هذه الحالة على شخص واحد لكل أربعة أشخاص.
هؤلاء الناس يعيشون حياتهم بشكل طبيعي ولا يعتبر لديهم أي نوع من حالات الإعاقة كما أنهم مندمجين بشكل جيد ورائع في القبيلة، حالة أقدامهم تساعد هؤلاء الناس على تسلق الأشجار.
قانون البلد أوجب عليهم الزواج من بعضهم فقط، إن هذه الأثار الجينية من عيوب وراثية وطفرات كان سببها الأول زواج الأقارب والذي بقي إلى الآن نتيجة قوانين القبيلة، والتي بالتالي حافظت على حالة انعدام الأصابع.
تظهر أيضا حالة انعدام الأصابع في منطقة كالانغا من صحراء كالاهاري ، كما تظهر في في جميع أنحاء العالم بنسبة قليلة جدا وترتبط أحيانا بفقدان السمع في بعض الحالات . تحدث حالة وجود عيوب في الأطراف في حالة واحدة لكل 1000 ولادة وهي نسبة قليلة جدا بالنسبة لمعدل التوائم المتماثلة .